# Elisabeth Harnois
Elisabeth Rose Harnois (Detroit, Michigan, 26 de maio de 1979) é uma atriz estadunidense. Ficou conhecida como Morgan Brody na série, CSI: Crime Scene Investigation, onde permaneceu no elenco de 2011 á 2015.

## Biografia
Elisabeth nasceu em Detroit, em 26 de maio de 1979, e foi criada como católica, em Riverside, Califórnia. Sua mãe é cabeleireira e seu pai Gary Nelson Harnois, é um programador de computador. Ela é a mais velha de cinco filhos, foi filha única até completar 8 anos. Completou o ensino médio na Canyon Springs High School em Moreno Valley, Califórnia.

## Carreira
Começou a carreira aos três anos de idade, com comerciais. Conseguiu seu primeiro papel no cinema com cinco anos, no filme de natal da Disney “One Magic Christmas” (1985), onde interpretou Abbie Grainger. Seu desempenho rendeu uma indicação para o Young Artist Award. Um ano mais tarde, atuou em dois episódios da série “O Homem que Veio do Céu” pelo qual foi novamente nomeada para um Young Artist Award. Em 1991 fez o papel de Alice na série da Disney "Adventures in Wonderland", que lhe rendeu sua terceira indicação ao Young Artist Award para “Outstanding Performers in a Childrens Program” - e desta vez ela ganhou. 
Continuou na televisão fazendo aparições em seriados populares da década de 90 como "O Mundo é dos Jovens", "Um Maluco no Pedaço" e "Amor Fraternal". Em 1997, protagonizou o telefilme da Disney "A Filha do Presidente", em que interpretou Hallie, a filha rebelde do presidente. Em 2000, fez o papel de Kate, uma garota mentalmente instável, em "Facade", além disso, atuou na série "Charmed: Jovens Bruxas", depois disso se dedicou a faculdade.
Em 2001, Harnois se formou na Universidade de Wesleyan (Connecticut), com uma licenciatura em estudos de cinema e história. Após se formar, trabalhou como assistente de produção no Sundance Channel e como estagiária do cineasta Michael Bay. Em 2002, protagonizou o filme "Swimming Upstream", sendo essa sua última aparição por um tempo. Retornou a atuação em 2005, estrelando os filmes "Strangers With Candy" e "Garotas Malvadas". 
Em 2005, interpretou Christina Nickson na série da FOX "Point Pleasant". A série foi cancelada após a exibição de 8 episódios. Entre 2006 e 2007 participou de 6 episódios da série Lances da Vida. Em 2008, Elisabeth estrelou o filme "Keith", ao lado de seu ex-namorado Jesse McCartney, também estrelou o filme de terror "Conversando com os Mortos". 
Em maio de 2011, Harnois fez uma participação no episódio 21 da 11ª temporada da popular série dramática CSI: Crime Scene Investigation, onde fez o papel de Morgan Brody, uma CSI do departamento de criminalística da polícia de Los Angeles, filha de Conrad Ecklie. Em setembro de 2011, Harnois começou a participar de forma regular na 12ª temporada da série, onde a sua personagem se transfere para o departamento de criminalística da polícia de Las Vegas. Elisabeth permanece na série até 2015.

## Filmografia
- 2013 - Riddle

- 2011-2015 - C.S.I.: Investigação Criminal
- 2010 - Marte Precisa de Mães
- 2009 - Bad Meat
- 2009 - Miami Medical (1 episódio)
- 2009 - A Single Man
- 2009, 2008 - Barrados no Baile – Nova Geração (2 episódios)
- 2008 - Desaparecidos (2 episódios)
- 2008 - Keith
- 2008 - Dirt (1 episódio)
- 2008 - Dirty, Slutty Whores
- 2008 - Solstice (2008)
- 2007 - Cold Case: Arquivo Morto (1 episódio)
- 2007 - Boy Crazy
- 2007 - Lances da Vida (6 episódios)
- 2007 - Ten Inch Hero
- 2007 - Chaos Theory
- 2006 - CSI: Miami (1 episódio)
- 2006 - Darkroom
- 2006 - Point Pleasant
- 2005 - Mentes Criminosas (1 episódio)
- 2005 - Pretty Persuasion
- 2005 - Strangers with Candy
- 2002 - Swimming Upstream
- 2001 - All My Children (1 episódio)
- 2000 - Charmed: Jovens Bruxas (1 episódio)
- 1999 - Two Guys, a Girl and a Pizza Place (1 episódio)
- 1998 - My Date with the President's Daughter
- 1997 - Amor Fraternal (1 episódio)
- 1995 - O Mundo é dos Jovens (1 episódio)
- 1995 - Unhappily Ever After
- 1995 - The Client (1 episódio)
- 1993 - Um Maluco no Pedaço (4ª temporada, episódio 6)
- 1991 - Adventures in Wonderland